# Armoiries papales

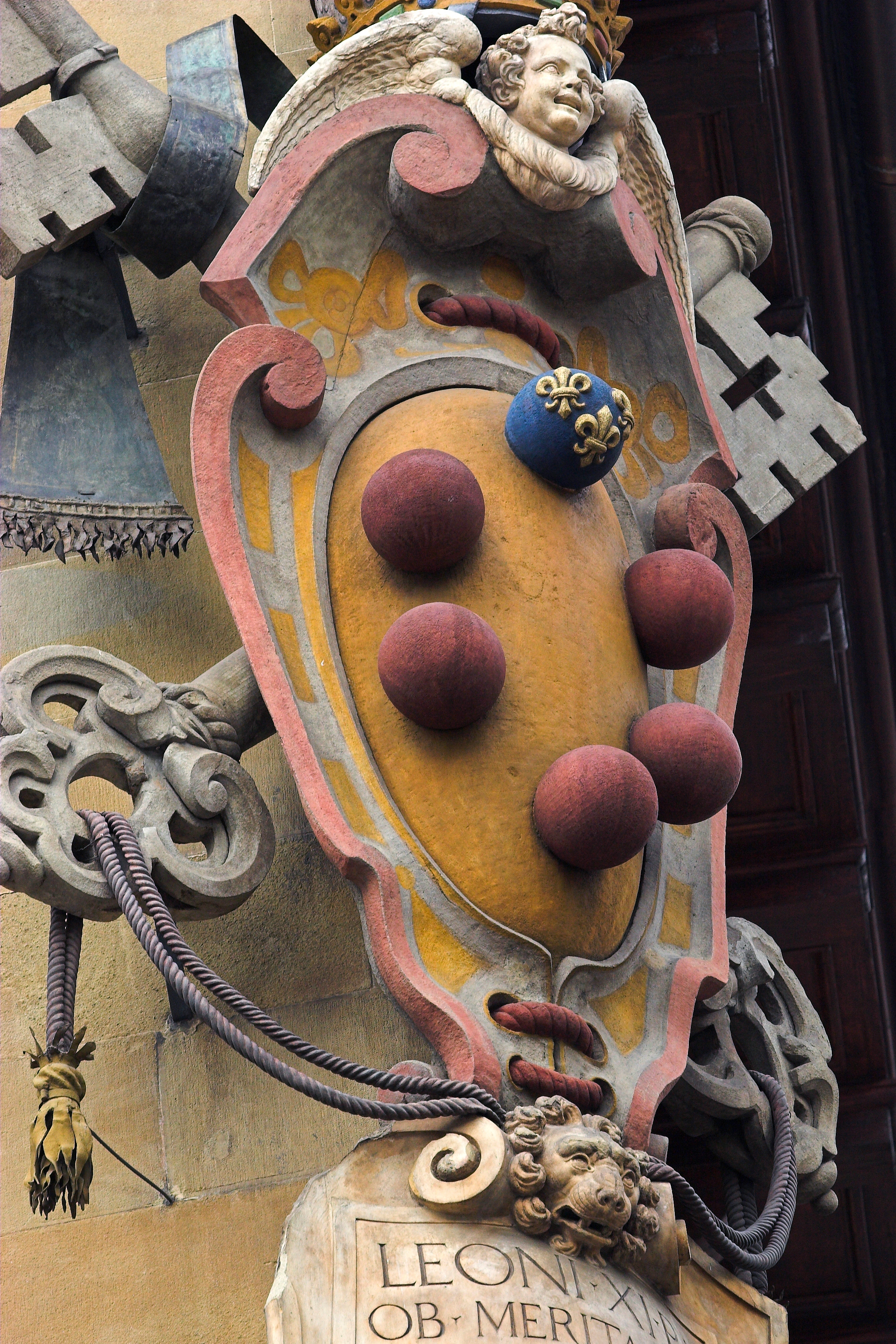
Armoiries personnelles du pape Léon XI utilisant celles de sa famille les Médicis.

Peu après l'apparition de l'héraldique, chaque membre de la hiérarchie ecclésiastique de l'Église catholique romaine dispose de ses propres armoiries. Depuis la fin du XIIe siècle, les armoiries papales, appelées aussi armoiries pontificales, accompagnent le pape avec celles du Saint-Siège, les pontificats à fortes visées théocratiques imitant ainsi les cours souveraines.
Les armoiries papales consistent traditionnellement en une tiare papale (une mitre depuis Benoît XVI) placée au sommet de l'écu. Les clefs de Saint Pierre, posées en sautoir, sous la tiare, au-dessus ou derrière l'écu, sont liées ensemble par un cordon de gueules. Celle en bande est d'or et celle en barre d'argent. Les papes peuvent y ajouter des éléments personnels sur l'écu, soit en utilisant celles de leur famille, soit en en choisissant au moment de leur élection. Ils peuvent notamment y indiquer leurs idéaux de vie, leur programme pontifical ou faire une référence à des faits ou des expériences passées.

## Histoire
Dès le milieu du XIe siècle, des bannières papales crucifères (croix rouge de Saint Pierre voire de Saint Paul)  peuvent être confiées aux princes combattant pour l'Église, mais ces bannières ne forment pas encore des armoiries personnelles puisqu'elles sont identiques à chaque pape. Les clefs de Saint Pierre au niveau de l'écu apparaissent dans les armoiries du pape Innocent III (1198-1216). Le pape Innocent IV (1243-1254) est peut-être le premier qui a utilisé des armoiries personnelles sur des objets de sa vie quotidienne et liturgique, mais le premier, historiquement attesté, à apposer le blason de sa famille, les Orsini, sur l'écu papal est Nicolas III (1277-1280). Boniface VIII (1294-1303) est quant à lui le premier pape à en faire un usage systématique.
Le blasonnement papal est codifié au XVIIe siècle par le généalogiste Pierre Palliot qui crée des armoiries pour les papes qui n'en portaient pas (notamment ceux avant Innocent III) ou ajoute certains éléments, telle la tiare pour le pape Innocent III.

## Liste des armoiries

### XIIesiècle
| Figure | Nom du pape et blasonnement |
|        | Innocent III (Lotario Conti), pape de 1198 à 1216 De gueules à l'aigle éployé échiqueté de sable et d'or, becqué et griffé d'or. |

### XIIIesiècle
| Figure | Nom du pape et blasonnement |
|        | Honorius III (Cencio Savelli), pape de 1216 à 1227 Bandé d'or et de gueules, au chef d'argent aux deux lions affrontés de gueules tenant une rose de même sur laquelle est posée un oiselet de même.                                    |
|        | Grégoire IX (Ugolino de Anagni), pape de 1227 à 1241 De gueules à l'aigle éployé échiqueté de sable et d'or, becqué et griffé d'or. |
|        | Célestin IV (Goffredo Castiglioni), pape de 1241 à 1243 De gueules au lion d'or tenant dans sa patte senestre une tour d'or maçonnée et ajourée de sable.                                                                               |
|        | Innocent IV (Sinibaldo de Fieschi), pape de 1243 à 1254 Bandé d'argent et d'azur. |
|        | Alexandre IV (Rinaldo de Jenne), pape de 1254 à 1261 De gueules à l'aigle éployé échiqueté de sable et d'or, becqué et griffé d'or. |
|        | Urbain IV (Jacques Pantaléon), pape de 1261 à 1264 Écartelé en 1 et 4 d'azur à la fleur de lys d'or et en 2 et 3 d'argent à la rose de gueules.                                                                                         |
|        | Clement IV (Gui Foucault), pape de 1265 à 1268. D'argent à l'aigle de gueules terrassant un dragon de sinople. |
|        | Vacance pontificale de 1268 à 1271. |
|        | Grégoire X (Tebaldo Visconti), pape de 1271 à 1276. D'or au chef crénelé d'azur. |
|        | Innocent V (Pierre de Tarentaise), pape de 1276 à 1276. D'or aux deux pals l'azur accompagnés de neuf fleurs de lys de même posées 3, 3 et 3. ou d'argent chapé de sable (qui sont les armoiries anciennes de l'Ordre des Dominicains). |
|        | Adrien V (Ottobono de' Fieschi), pape de 1276 à 1276 Bandé d'argent et d'azur. |
|        | Jean XXI (Pedro Hispano), pape de 1276 à 1277 Écartelé en 1 et 4 d'argent aux trois lunes mal ordonnées de gueules et au 2 et 3 de sable aux deux pals d'argent.                                                                        |
|        | Nicolas III (Jean Gaëtan Orsini), pape de 1277 à 1280 Bandé de gueules et d'argent, au chef du second, chargé d'une rose de gueules, et soutenu d'une divise d'or, chargé d'un anguille ondoyante en fasce d'azur,.                     |
|        | Martin IV (Simon de Brion), pape de 1281 à 1285 D'argent à la bande vairée d'or et de gueules,. |
|        | Honorius IV (Giacomo Savelli), pape de 1285 à 1287 Bandé d'or et de gueules, au chef d'argent aux deux lions affrontés de gueules tenant une rose de même sur laquelle est posée un oiselet de même,.                                   |
|        | Nicolas IV (Girolamo Masci), pape de 1288 à 1292 D'argent à la bande d'azur accompagnée de deux étoiles de même une en chef et une en pointe, au chef d'azur à trois fleurs de lys d'or.                                                |
|        | Vacance pontificale de 1292 à 1294. |
|        | Célestin V (Pietro Angeleri ou Pietro del Morrone), pape de 1294 à 1294. D'or au lion d'azur et à la bande de gueules. |
|        | Boniface VIII (Benedetto Caetani), pape de 1294 à 1303 D'or, à une jumelle ondée d'azur, posée en bande N.B. C'est ce pape qui fit ajouter, en 1301, une seconde couronne à la tiare pontificale ,.                                     |

### XIVesiècle
| Figure | Nom du pape et blasonnement |
|        | Benoît XI (Nicolas Boccasini), pape de 1303 à 1304 Parti d'argent et de sable qui sont les armes primitives de l'Ordre Dominicain.                                                                        |
|        | Clément V (Bertrand de Got), pape de 1305 à 1314 D'or aux trois fasces de gueules,. |
|        | Vacance pontificale de 1314 à 1316. |
|        | Jean XXII (Jacques Duèze), pape de 1316 à 1334 Écartelé au 1 et 4 d'or au lion d'azur accompagné de douze besants de gueules disposés en orle et au 2 et 3 de gueules aux deux fasces d'or,.              |
|        | Benoît XII (Jacques Fournier), pape de 1334 à 1342 D'argent à la bordure de gueules C'est Benoît XII qui fit ajouter une troisième couronne à la tiare, en 1342, lui donnant ainsi sa forme définitive ,. |
|        | Clément VI (Pierre Roger de Beaufort), pape de 1342 à 1352 D'argent à la bande d'azur accompagnée de six roses de gueules boutonnées d'or, trois en chef et trois en pointe,.                             |
|        | Innocent VI (Étienne Aubert), pape de 1352 à 1362 De gueules au lion d'or armé et lampassé d'azur à la bande d'azur au chef de gueules chargé de trois coquilles d'argent soutenu d'une divise d'azur,.   |
|        | Urbain V (Guillaume de Grimoard), pape de 1362 à 1370 De gueules, au chef émanché de quatre pièces d'or,.                                                                                                 |
|        | Grégoire XI (Pierre Roger de Beaufort), pape de 1370 à 1378 D'argent à la bande d'azur accompagnée de six roses de gueules boutonnées d'or, trois en chef et trois en pointe,.                            |
|        | Urbain VI (Bartolemeo Prignano), pape de 1378 à 1389 D'or à l'aigle d'azur,. |
|        | Boniface IX (Pietro Tomacelli), pape de 1389 à 1404 De gueules à la bordure échiquetée d'argent et d'azur,.                                                                                               |
|        | Clément VII (Robert de Genève), antipape d'Avignon de 1378 à 1394 D'or à la croix d'azur ajourée du champ.                                                                                                |
|        | Benoît XIII (Pedro de Luna), antipape d'Avignon de 1394 à 1417 Coupé de gueules à la lune d'argent et d'argent,. Armes parlantes.                                                                         |

### XVesiècle
| Figure | Nom du pape et blasonnement |
|        | Innocent VII (Cosimo de' Migliorati), pape de 1404 à 1406 D'or à la bande d'azur chargée d'une comète d'or et accompagnée de deux cotices d'azur,.                                                                             |
|        | Grégoire XII (Angelo Correr), pape de 1406 à 1415 Coupé d'argent et d'azur au losange de l'un en l'autre,. |
|        | Alexandre V (Pierre de Candie), antipape de Pise de 1409 à 1410 D'azur au soleil à sept rayons d'or entouré de sept étoiles de même,.                                                                                          |
|        | Jean XXIII (Baldassarre Cossa), antipape de Pise de 1410 à 1415 Coupé de gueules à la jambe de carnation et bandé de pourpre et d'argent à la bordure endentée d'or,.                                                          |
|        | Martin V (Oddone Colonna), pape de 1417 à 1431 De gueules à la colonne d'argent couronnée d'or,. Armes parlantes. Colonna signifie « colonne » en italien.                                                                     |
|        | Eugène IV (Gabriele Condulmer), pape de 1431 à 1447. D'azur à la bande d'argent,. |
|        | Félix V (Amédée VIII de Savoie), antipape de 1439 à 1449. De gueules à la croix d'argent,. |
|        | Nicolas V (Tommaso Parentucelli), pape de 1447 à 1455 De gueules à la clef d'argent posée en bande et à la clef d'or posée en barre toutes deux liées d'un cordon d'azur.                                                      |
|        | Calixte III (Alfonso Borgia), pape de 1455 à 1458 D'or au bœuf de gueules sur une campagne de sinople à la bordure d'or chargée de huit bouquets d'herbe de sinople,.                                                          |
|        | Pie II (Enea Silvio Piccolomini ou Æneas Sylvius), pape de 1458 à 1464 D'argent à la croix d'azur chargée de cinq croissants d'or,.                                                                                            |
|        | Paul II (Pietro Barbo), pape de 1464 à 1471 D'azur au lion d'argent à la cotice d'or brochant sur le tout,. |
|        | Sixte IV (Francesco della Rovere), pape de 1471 à 1484 D'azur au chêne rouvre d'or aux rameaux passés en sautoir,. Armes parlantes. Rovere signifie « rouvre » en italien.                                                     |
|        | Innocent VIII (Giovanni Battista Cybo), pape de 1484 à 1492 D'argent à la bande échiqueté d'azur et d'argent au chef d'argent à la croix de gueules,.                                                                          |
|        | Alexandre VI (Rodrigo Borgia), pape de 1492 à 1503 Parti en 1 d'or au bœuf de gueules sur une campagne de sinople à la bordure d'or chargée de huit bouquets d'herbe de sinople et en 2 fascé d'or et de sable de six pièces,. |

### XVIesiècle
| Figure | Nom du pape et blasonnement |
|        | Pie III (Francesco Todeschini Piccolomini), pape de 1503 à 1503 D'argent à la croix d'azur chargée de cinq croissants d'or,. |
|        | Jules II (Julien della Rovere), pape de 1503 à 1513 D'azur au rouvre d'or aux rameaux passés en sautoir,. Armes parlantes. Rovere signifie « rouvre » en italien. |
|        | Léon X (Jean de Medicis), pape de 1513 à 1521 D'or à six tourteaux mis en orle, cinq de gueules, celui en chef d'azur chargé de trois fleurs de lis d'or,. |
|        | Adrien VI (Adriaan Florensz), pape de 1522 à 1523 Écartelé en 1 et 4 d'or aux trois pièges à loup de sinople et au 2 et 3 d'argent au lion de sable couronné d'or,. |
|        | Clément VII (Jules de Médicis), pape de 1523 à 1534 D'or à six tourteaux mis en orle, cinq de gueules, celui en chef d'azur chargé de trois fleurs de lis d'or,. |
|        | Paul III (Alexandre Farnèse), pape de 1534 à 1549 D'or à six fleurs de lis d'azur posées 3, 2 et 1,. |
|        | Jules III (Giammaria Ciocchi del Monte), pape de 1550 à 1555 D'azur à la bande de gueules bordés de deux cotices chargée d'or de trois monts à trois cimes de même accompagnée de deux guirlandes d'or, une en chef et une en pointe,. |
|        | Marcel II (Marcello Cervini), pape de 1555 à 1555 D'azur au cerf couché sur une plaine de sinople accompagné de neuf épis de blé d'or disposés en éventail,. Armes parlantes (entre la famille Cervini et le cerf). |
|        | Paul IV (Pietro Carafa), pape de 1555 à 1559 De gueules aux trois fasces d'argent,. |
|        | Pie IV (Jean-Ange de Médicis), pape de 1559 à 1566 D'or à six tourteaux mis en orle, touts de gueules,. |
|        | Pie V (Michele Ghislieri), pape de 1566 à 1572 Bandé d'or et de gueules,. |
|        | Grégoire XIII (Ugo Boncompagni), pape de 1572 à 1585 De gueules au dragon d'or,. |
|        | Sixte V (Felice Peretti), pape de 1585 à 1590 D'azur au lion d'or armé et lampassé de gueules tenant un rameau d'or à la bande de gueules chargée en chef d'une étoile d'or et en pointe d'un mont à trois cimes d'argent,. |
|        | Urbain VII (Giovan Battista Castagna), pape de 1590 à 1590 Bandé de gueules et d'argent, au chef de gueules, chargé d'une feuille de châtaignier d'or, et soutenu d'une divise d'or,. Bandé de gueules et d'or, au chef de gueules, chargé d'une feuille de châtaignier d'or, et soutenu d'une fasce d'argent. Armes parlantes (entre la famille Castagna et le châtaignier). |
|        | Grégoire XIV (Niccolò Sfondrati), pape de 1590 à 1591 Écartelé, au 1 et 4 d'or à la bande crénelée d'azur chargée d'une cotice d'argent et accompagnée de deux étoiles d'azur, une en chef et une en pointe, et au 2 et 3 d'argent au pin de sinople sur une terrasse de même,.                                                                                               |
|        | Innocent IX (Giovanni Antonio Facchinetti), pape de 1591 à 1591 D'argent au noyer arraché au naturel,. |
|        | Clément VIII (Hippolyte Aldobrandini), pape de 1592 à 1605 D'azur à la bande crénelée d'or accompagne en chef de trois étoiles d'or posées en bande et en pointe de trois étoiles d'or posées en bande,. |

### XVIIesiècle
| Figure | Nom du pape et blasonnement |
|        | Léon XI (Alexandre Ottaviano de Médicis), pape de 1605 à 1605 D'or à six tourteaux mis en orle, cinq de gueules, celui en chef d'azur chargé de trois fleurs de lis d'or,.                                                    |
|        | Paul V (Camille Borghèse), pape de 1605 à 1621 D'azur au dragon d'or au chef d'or à l'aigle de sable couronné d'or,. |
|        | Grégoire XV (Alessandro Ludovisi), pape de 1621 à 1623 Coupé de gueules aux trois bandes d'or et de gueules,. |
|        | Urbain VIII (Maffeo Barberini), pape de 1623 à 1644 D'azur à trois abeilles d'or posées 2 et 1,. |
|        | Innocent X (Giovanni Battista Pamphilj), pape de 1644 à 1655 De gueules à la colombe d'argent tenant en son bec un rameau d'olivier de sinople au chef d'azur à trois fleurs de lys d'or séparés par des pals de gueules,.    |
|        | Alexandre VII (Fabio Chigi), pape de 1655 à 1667 Écartelé au 1 et 4 d'azur au rouvre d'or aux rameaux passés en sautoir et au 2 et 3 de gueules au mont à trois cimes d'or accompagné en chef d'une étoile de même,.          |
|        | Clément IX (Giulio Rospigliosi), pape de 1667 à 1669 Écartelé au 1 et 4 d'or au losange d'azur et au 2 et 3 d'azur au losange d'or,.                                                                                          |
|        | Clément X (Emilio Altieri), pape de 1670 à 1676 D'azur aux six étoiles d'argent posées 3, 2 et 1 à la bordure endentée d'azur et d'argent,.                                                                                   |
|        | Innocent XI (Benedetto Odescalchi), pape de 1676 à 1689 D'argent au trois burelles de gueules accompagné d'un lion léopardé de même et de six coupes posées 3, 2 et 1, au chef d'or à l'aigle de sable couronne d'or,.        |
|        | Alexandre VIII (Pierre Ottoboni), pape de 1689 à 1691 Coupé, au 1 d'or à l'aigle bicéphale de sable armé et lampassé de gueules couronné d'or et au 2 tranché d'azur et de sinople à la bande d'argent brochant sur le tout,. |
|        | Innocent XII (Antonio Pignatelli), pape de 1691 à 1700 D'or aux trois pots de sable,. Armes parlantes (entre pignatte (pot en italien) et Pignatelli).                                                                        |

### XVIIIesiècle
| Figure | Nom du pape et blasonnement |
|        | Clément XI (Jean-François Albani), pape de 1700 à 1721 D'azur à la fasce d'or accompagnée en chef d'une étoile d'or et en pointe d'un mont à trois cimes d'or,. |
|        | Innocent XIII (Michel-Ange Conti), pape de 1721 à 1724 De gueules à l'aigle éployé échiqueté de sable et d'or, becqué, griffé et couronné d'or,. |
|        | Benoît XIII (Pierre François Orsini), pape de 1724 à 1730 Parti, en 1 bandé de gueules et d'argent, au chef du second, chargé d'une rose de gueules, et soutenu d'une divise d'or, chargé d'un anguille ondoyante en fasce d'azur et en 2 d'azur à la tour d'argent maçonnée de sable sur une plaine de sinople, au chef de sable au mont d'argent, à l'ours rampant d'argent, colleté et couronné d'or brochant sur le tout accompagné en chef d'une étoile d'argent,. |
|        | Clément XII (Laurent Corsini), pape de 1730 à 1740 Bandé d'argent et de gueules à la fasce d'azur brochant sur le tout,. |
|        | Benoît XIV (Prospero Lambertini), pape de 1740 à 1758 D'or à trois pal de gueules,. |
|        | Clément XIII (Charles Rezzonico), pape de 1758 à 1769 Écartelé au 1 de gueules à la croix d'argent, au 2 et 3 d'azur à la tour d'argent à trois créneaux surmonté d'une tourelle d'argent, au 4 barré de gueules et d'argent, sur le tout d'or à l'aigle bicéphale de sable membré et becqué d'argent et couronné d'or, l'écu également couronné d'or,. |
|        | Clément XIV (Laurent Jean Vincent Ganganelli), pape de 1769 à 1774 D'azur à la fasce de gueules accompagné en chef de trois étoiles d'or posées en fasce et en pointe d'un mont à trois cimes d'or et au chef des Franciscains : d’azur aux deux bras de carnation posées en sautoir surmonté d'une croix de sable,. |
|        | Pie VI (Jean-Ange Braschi), pape de 1775 à 1799 De gueules au Zéphyr d'argent soufflant sur un bouquet de lys au naturel posé sur une plaine de sinople, au chef d'argent à trois étoiles d'or,. |

### XIXesiècle
| Figure | Nom du pape et blasonnement |
|        | Pie VII (Barnaba Chiaramonti), pape de 1800 à 1823. Parti en 1 d'azur à la croix patriarcale d'or posées sur un mont de même avec les trois lettres PAX de même brochant sur le tout et en 2 tranché d'or et d'azur à la bande d'argent chargée de trois têtes de maure animée de sable et tortillée aussi d’argent au chef d'azur aux trois étoiles d'or mal ordonnées,. Variante : Parti en 1 d'argent à la croix patriarcale de sable posées sur un mont de sinople avec les trois lettres PAX de sable brochant sur le tout et en 2 tranché d'or et d'azur à la bande d'argent chargée de trois têtes de maure animée de sable et tortillée aussi d’argent au chef d'azur aux trois étoiles d'or mal ordonnées. |
|        | Léon XII (Annibale della Genga), pape de 1823 à 1829. D'azur à l'aigle éployé d'or et couronné de même,. |
|        | Pie VIII (Francesco Castiglioni), pape de 1829 à 1830. De gueules au lion d'argent tenant dans sa patte senestre une tour d'or maçonnée et ajourée de sable,. |
|        | Grégoire XVI (Bartolomeo Cappellari), pape de 1831 à 1846. Parti, en 1 d'azur au calice d'or surmonté d'une comète ondoyante de même et accompagnée de deux colombes affrontée d'argent et en 2 coupé d'azur au chapeau d'ecclésiastique de sable et d'argent à la fasce de gueules chargée de trois étoiles d'or,. |
|        | Pie IX (Giovanni Maria Mastai Ferretti), pape de 1846 à 1878. Écartelé en 1 et 4 d'azur au lion couronné d'or empiétant sur un besant du même et en 2 et 3 d'argent aux deux bandes de gueules,. |
|        | Léon XIII (Vincenzo Gioacchino Pecci), pape de 1878 à 1903. D'azur au cyprès de sinople planté sur une plaine de même accompagné au francs quartier d'une comète d'or et en pointe de deux fleurs de lys d'argent, à la fasce d'argent brochant sur le tout,. |

### XXesiècle
| Figure | Nom du pape et blasonnement |
|        | Pie X (Giuseppe Sarto), pape de 1903 à 1914 D'azur à l'ancre de sable posée sur une mer d'argent et d'azur accompagnée en chef d'une étoile d'or, au chef d'argent au léopard ailé d'or auréolé du même, tenant un évangile ouvert de même portant le texte "PAX TIBI MARCE EVANGELISTA MEUS" en lettres de sable,. |
|        | Benoît XV (Giacomo della Chiesa), pape de 1914 à 1922 Tranché d'azur et d'or à l'église d'argent couverte de gueules brochant sur le tout, au chef d'or à l'aigle issant de sable lampassée de gueules,. Armes parlantes (En italien, chiesa signifie église). |
|        | Pie XI (Achille Ratti), pape de 1922 à 1939 Coupé en 1 d'or à l'aigle de sable et en 2 d'argent à trois tourteaux de gueules,. |
|        | Pie XII (Eugenio Pacelli), pape de 1939 à 1958 D'azur à la colombe à la tête contournée d'argent becquée et membrée de gueules tenant en son bec un rameau d'olivier de sinople se tenant sur une cime d'argent posée sur une terrasse de sinople surmontant une mer ondoyante au naturel,. Armes parlantes (entre la colombe de la paix et Pacelli (pace signifie paix en italien)).                                       |
|        | Jean XXIII (Angelo Giuseppe Roncalli), pape de 1958 à 1963 De gueules à la fasce d'argent et à la tour brochante d'argent maçonnée et ouverte de sable accompagnée en chef de deux étoiles de même, au chef d'argent au léopard ailé d'or auréolé du même, tenant un évangile ouvert de même portant le texte "PAX TIBI MARCE EVANGELISTA MEUS" en lettres de sable,. Écu non plus « en calice » mais à « tête de cheval ». |
|        | Paul VI (Giovanni Battista Montini), pape de 1963 à 1978 De gueules au mont d'argent à six cimes et aux trois fleurs de lys de même mal ordonnées,. Armes parlantes (entre monte (mont en italien) et Montini). |
|        | Jean-Paul Ier (Albino Luciani), pape de 1978 à 1978 D'azur au mont d'argent à six cimes et aux trois étoiles mal ordonnées, au chef d'argent au léopard ailé d'or auréolé du même, tenant un évangile ouvert de même portant le texte "PAX TIBI MARCE EVANGELISTA MEUS" en lettres de sable,. |
|        | Jean-Paul II (Karol Wojtyła), pape de 1978 à 2005 D'azur à la croix d'or décentrée à dextre, accompagnée dans le canton en pointe senestre du « M » marial d'or,. L'étole papale, ornement de part et d'autre de l'écu, symbolise la confession et le pardon des péchés. |

### XXIesiècle
| Figure | Nom du pape et blasonnement |
|        | Benoît XVI (Joseph Ratzinger), pape de 2005 à 2013 De gueules, chapé d'or, à la coquille du même ; la chape dextre à la tête de maure au naturel, à la couronne et au collier de gueules; la chape senestre à l'ours au naturel, lampassé et chargé d'un bât de gueules croisé de sable. Le blason est de type « écu à calice », chapé et affaissé Ces trois symboles (coquille, ours, tête de maure) sont des symboles de la Bavière et de l'archidiocèse de Munich et figuraient déjà dans le blason épiscopal de Joseph Ratzinger lorsqu'il était archevêque de Munich. Les deux chapes sont le symbole de la spiritualité monastique (en l'occurrence pour Joseph Ratzinger de la spiritualité bénédictine). Pour la première fois, la mitre remplace la tiare sur le blason pontifical. Cependant, les trois bandes horizontales sur cette mitre rappellent les trois couronnes de la tiare pontificale. Enfin, Benoît XVI a introduit sous son blason le pallium, insigne liturgique du souverain pontife, symbole de collégialité avec les archevêques métropolitains et les évêques du monde entier. |
|        | François (Jorge Mario Bergoglio), pape de 2013 à 2025 D'azur à un soleil non figuré de 32 rais d'or, chargé du monogramme IHS surmonté d'une croix pattée au pied fiché dans la barre horizontale du H, le tout de gueules, soutenu de trois clous de sable appointés en bande, pal et barre, le tout accompagné en pointe d'une étoile d'or à dextre et d'une fleur de nard de même, versée et posée en bande, à senestre . Le meuble assez complexe qui figure en chef est le sceau de l'ordre des jésuites. Contrairement aux blasons des autres papes de l'ère moderne, François a fait figurer explicitement sa devise dessous. |
|        | Léon XIV (Robert Francis Prevost), pape depuis 2025 Taillé en 1, d'azur à la fleur de lis d'argent ; en 2, de blanc au cœur enflammé de gueules et transpercé d'une flèche du même posée en barre la pointe en bas, le tout posé sur un livre [Évangile] au naturel,. Le meuble qui figure en senestre est inspiré des symboles de l'ordre de Saint-Augustin. Léon XIV a choisi de faire figurer sa devise sous l'écu, comme François. |

## Autres armoiries et emblèmes liés à la papauté
| Armoiries du Saint-Siège. | Armoiries de la Cité du Vatican.                     |                                                          |
| Emblème de la papauté.    | Emblème de la Cité du Vatican (d'après son drapeau). | Sede vacante, emblème du Saint-Siège pendant la vacance. |